# Arossia sendaica
Arossia sendaica is een zeepokkensoort uit de familie van de Balanidae. De wetenschappelijke naam van de soort is voor het eerst geldig gepubliceerd in 1976 door Hatai, Masuda & Noda.